# Азюса
Азю̀са (на английски: Azusa, звуков файл и буквени символи за произношение ) е град в окръг Лос Анджелис, щата Калифорния, САЩ. Азюса е с население от 44 712 жители и обща площ от 23,1 km². Намира се на 186 m надморска височина. ЗИП кодовете му са 91702, а телефонният му код е 626.

## Побратимени градове
- Сакатекас, Мексико от 1966 г.